# Jaime de Orleães
Jaime João Jaroslaw Maria de Orléans (em francês:  Jacques Jean Jaroslaw Marie d'Orléans; Rabat, 25 de junho de 1941), é um príncipe francês da Casa de Orléans e ex-militar. O oitavo filho do pretedente ao trono francês, o príncipe Henrique de Orléans, Conde de Paris, e de sua esposa, a princesa Isabel de Orléans e Bragança. É desde 1960, o Duque de Orleães.

## Família
Ele se casou com Françoise Thérèse Gersende de Sabran-Pontèves, nascida em Ansouis - Vaucluse, em 29 de julho de 1942, filha de Marie Joseph Elzear Foulques de Sabran-Pontèves, 7.° Duque de Sabran-Pontèves e Roselyne Manca-Amat de Vallombrosa, Gersende também descende de James II da Inglaterra através de seu filho ilegítimo, James Fitzjames, 1.º Duque de Berwick, através da mãe de seu avô materno, Geneviève de Perusse des Cars e (cuja mãe era uma descendente direto na linhagem masculina do marechal Jean Lannes), em 3 de Agosto de 1969 em Ansouis-Vaucluse, França.

### Filhos
- Diane d'Orléans, Viscondessa de Noailles (nascida em 1970), que se casou com Alexis, visconde de Noailles  (1952-2014), segundo filho de Philippe de Noailles, duque de Mouchy (1922-2011), descendente de Boniface de Castellane ( 1867-1932) tiveram três filhas:
  1. Céline de Noailles de Mouchy de Poix (nascida em 2005)
  2. Léontine de Noailles de Mouchy de Poix (nascido em 2006)
  3. Victoire de Noailles de Mouchy de Poix (nascido em 2008);
- Charles-Louis d'Orléans, Duque de Chartres (nascido em 1972), que se casou com Ileana Manos (1970), grande-filha Konstantínos Manos e sobrinha da princesa Aspasia da Grécia (1896-1972), esposa do rei Alexander I st da Grécia (1893-1920). Daí 5 filhos:
  1. Philippe d'Orléans (nascido em 1998)
  2. Louise d'Orléans (nascida em 1999)
  3. Hélène d'Orléans (nascida em 2001)
  4. Constantin d'Orléans (nascido em 2003)
  5. Isabelle d'Orléans (nascida em 2005);
- Foulques d'Orléans, Duque de Aumale, Conde d'Eu (nascido em 1974)

## Títulos
- 25 de junho de 1941 - 3 de agosto de 1969 : Sua Alteza Real o Príncipe Jacques d'Orléans;
- 3 de agosto de 1969 - até o momento : Sua Alteza Real o Duque de Orléans.